# The Imp
The Imp è un film muto del 1919 diretto da Robert Ellis.

## Produzione
Il film fu prodotto dalla Selznick Pictures Corporation.

## Distribuzione
Il copyright del film, richiesto dalla Selznick Pictures Corp., fu registrato il 31 dicembre 1919 con il numero LP14632.
Distribuito dalla Select Pictures Corporation, il film uscì nelle sale cinematografiche USA il 15 febbraio 1919. In Ungheria, prese il titolo Napsugár az éjszakában e fu distribuito nel novembre 1923.